# Franz Ludwig Schenk von Castell (1736–1821)

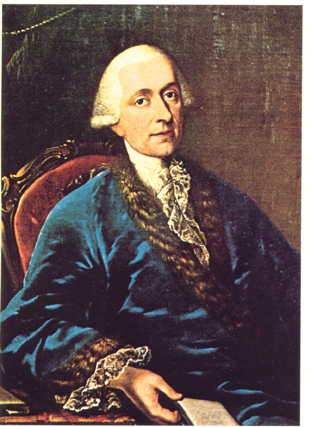
Franz Ludwig Schenk von Castell

Franz Ludwig Reichsgraf Schenk von Castell (* 25. August 1736 in Oberdischingen; † 21. Mai 1821 ebenda) war ein Adliger aus dem Geschlecht der Schenken von Castell, der auf Grund seiner Tätigkeit als Strafverfolger in Oberschwaben als „Malefizschenk“ – oder auch „Henkersgraf“ genannt – Berühmtheit erlangte.

## Leben
Franz Ludwig Graf Schenk von Castell war der Sohn von Marquart Willibald Graf Schenk von Castell († 1764) und als Reichsgraf Inhaber der Herrschaft Oberdischingen. Nach dem Tod des Vaters wurde Franz Ludwig Schenk von Castell neben Oberdischingen auch noch Besitzer der patrimonialen Herrschaft Gutenstein sowie der Herrschaft Waal und nannte sich „Herr und Graf zu Schelklingen, Berg und Altbierlingen, Gutenstein, Engelswies, Ablach und Altheim, Oberdischingen, Bach, Wernau und Einsingen, Hausen im Donautal und Stetten am kalten Markt, Kaiserlicher Österreichischer Kämmerer, Churfürstlich Mainzischer Geheimer Rath und des vormaligen Hochstifts Eichstätt gewesener Erbmarschall“. Er hatte noch zwei Brüder, Anton († 1799) und Kasimir († 1810).
Nach seiner Herrschaftsübernahme baute er ab 1765 das unscheinbare Oberdischingen zu einer kleinen Residenz aus. Eine neue Allee führte zu einem prächtigen Schloss inmitten eines standesgemäßen Parks. Am 1. Mai 1770 leitete Graf Franz Ludwig die Etappe des Brautzugs Marie Antoinettes von Ulm bis Obermarchtal. Zu den baulichen Maßnahmen kam ein schlossartiges Amtshaus, das 1788 „Fronfeste“ genannte Zuchthaus und eine 1800 errichtete Kirche hinzu.

## Malefizschenk

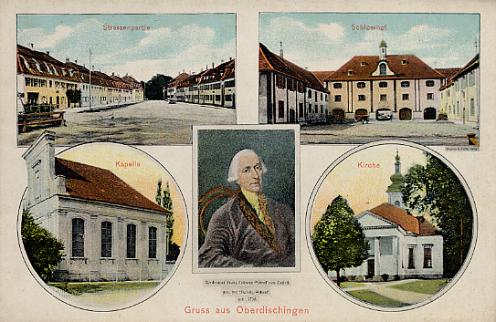
Alte Postkarte von Oberdischingen mit einem Porträt des „Malefizschenken“

Was den 63-jährigen Grafen im Jahr 1788 dazu bewog, das Zuchthaus einzurichten, welches ihm seinen Beinamen brachte, ist ungeklärt. Möglicherweise hängt dies mit seinem ersten Fall, der Erzdiebin Elisabetha Gaßnerin, genannt Schwarze Lies zusammen. Diese war seit den 1760er-Jahren als Sackgreiferin, Erzdiebin und Vagantin vom Schwarzwald über die Schwäbische Alb bis in die Schweiz aktiv. Nachgewiesen wurden ihr zahlreiche Diebstähle mit einem Gesamtschaden von 5859 Gulden. Bei ihrem dreistesten Diebstahl entwendete sie beim Besuch eines Großfürsten am Ludwigsburger Hof in der dortigen Hofkapelle niemand Geringerem als Franz Ludwig Schenk von Castell einen Geldbeutel mit Goldwährung im Wert von 1700 Gulden. Da der Graf befangen war, führte ein zusätzliches Gutachten eines württembergischen Juristen zur Verurteilung der Schwarzen Lies. Da sie zum Zeitpunkt des Prozesses schwanger war, wurde die Hinrichtung bis nach der Geburt des Kindes ausgesetzt. Sie wurde am 16. Juli 1788 mit dem Schwert enthauptet.
Die oberschwäbische Räuber- und Bandenkriminalität des 19. Jahrhunderts war ein besonderes Problem der territorialen Zersplitterung der Region. Diese ermöglichte es einerseits den Kriminellen, sich durch den Wechsel in einen anderen Herrschaftsbereich dem Zugriff zu entziehen, andererseits verfügten viele kleine Herrschaften gar nicht über die notwendigen Ressourcen für eine effektive Strafverfolgung. Die seit 1728 erscheinenden „Jaunerlisten“ (Listen mit den Namen von Gaunern) geben keinen statistischen Trend über die Ausbreitung der Kriminalität wieder, da die Mengenzunahme auch den zunehmenden Grad der kriminalistischen Erfassung des Problems widerspiegelt. Die „Sulzer Jaunerliste“ des Hannikeljägers Schäffer enthält 1130 Einträge mit Kurzbeschreibungen der gesuchten Diebe, Sackgreifer und Räuber. Eine Liste des Ludwigsburger Waisenhauspfarrers Schöll von 1793 enthält 2726 Einträge und die „General-Jauner-Liste“ des badischen Oberamtmannes Friedrich August Roth vom Jahr 1800 sogar 3147 Personen.
Der Malefizschenk schloss Einzelverträge mit den Staatsregierungen von Ansbach, Bayern und Württemberg, Reichsstädten wie Biberach, Ulm, Pfullendorf, Schwäbisch Gmünd und Überlingen, den Schweizer Kantonen Zürich, Basel, Freiburg, Schaffhausen, Glarus, Graubünden, St. Gallen, Solothurn, Schwyz, Thurgau und dem Appenzell sowie insbesondere mit den kleinen, im Ritterkanton Donau zusammengeschlossenen Herrschaften der Reichsritterschaft. Insgesamt waren dies 139 verschiedene Herrschaften (68 weltliche, 40 geistliche sowie 31 Reichsstädte). Die einzelnen Herrschaften bezahlten für die Unterbringung und Verpflegung der aus ihrem Gebiet stammenden Delinquenten – und der Malefizschenk, dem aus seiner Herrschaft Oberdischingen die Hochgerichtsbarkeit zustand, führte im Namen seiner Vertragspartner die Prozesse und ließ auch die Todesurteile vollstrecken.
Die Fronfeste war in Hufeisenform gebaut. Der Zellentrakt umfasste mehrere „große Stuben zu 16, beziehungsweise 18 Köpfen“, „Stuben für bessere Klassen der Verbrechen“, eine „Stube für gesittetere Menschen Klasse“ und „Blockhäuser für schwere Kriminal=Verbrecher“. Darüber waren Beamtenwohnungen untergebracht. Eine große Küche und eine Kirche gehörten ebenfalls dazu. Zum Personal zählte ein Kanzleirat, ein Registrator, zwei Rechtsassessoren, ein Kaplan, ein Medicus und ein Chyrurgus, ein Eisenmeister, zwei Zuchtknechte, zwei Polizeidiener sowie eine Köchin und eine Küchenmagd. Darüber hinaus waren auf der eigenen Hinrichtungsstätte die aus Bach stammenden Scharfrichter Xaver Vollmer, zunächst Vater, dann Sohn, tätig. Zwischen 1789 und 1808 fanden rund 40 Hinrichtungen statt. Diese Hinrichtungen waren für die Bevölkerung der Umgebung große Schauspiele. Aus Ulm und aus Biberach, aber auch von der Alb herab strömten die Zuschauer zu den angekündigten Hinrichtungen. Zwanzig weitere Todesurteile wurden in geringere Strafen, wie lebenslanges Zuchthaus, abgemildert, oft erst auf dem Schafott selbst, so bei Victoria Eisenmännin, vulgo die „Schöne Victor“. Sie wurde 1788 erst mit anderen Verurteilten zur Richtstatt geführt und in letzter Minute zu lebenslanger Haft begnadigt, später sogar ganz freigelassen. Es spiegelt sich hier ein philanthroper Zug des vielleicht auch freimaurerisch gesinnten Grafen wider, der immer darauf hoffte, durch erzieherische Maßnahmen die Reste guter Anlagen in den Menschen wecken zu können. Den Sohn des am 10. August 1797 hingerichteten Erzgauners Matthäu Eggers, genannt „Vogelmändle“, ließ er in Oberdischingen erziehen und machte ihn später auf seinen Gütern in Gutenstein zum Jäger und Forstknecht. Die Nachwelt spann aus solchen philanthropischen Zügen Legenden und machte aus der „Schönen Victor“ wahlweise die Köchin oder gar die Konkubine des Grafen oder zumindest die Wirtin des Jägerhauses zu Oberdischingen.
Die Zeitenwende des beginnenden 19. Jahrhunderts brachte, trotz aller anerkannter Erfolge des Malefizschenks, das Ende dieses Unternehmens „privatrechtlicher Verbrechensbekämpfung“. Im Mai 1800 öffnete eine französische Abteilung in der Tradition des Bastillesturms das Gefängnis und befreite die mühsam aufgegriffenen Verbrecher. Im Jahr 1804 konnte ein Komplott zur Befreiung des „Wälderlieselhannes“ und des „Memmingerhans“ in letzter Minute vereitelt werden.
1808 kam das Ende der Oberdischinger Zuchthausanstalt. Nach dem Inkrafttreten der Rheinbundakte von 1806 wurden die bisherigen reichsunmittelbaren Fürstentümer und Reichsgrafschaften mediatisiert. Oberdischingen und die zugehörigen Gebiete gingen im Königreich Württemberg auf. König Friedrich I. von Württemberg zog die Strafgerichtsbarkeit an sich und unterband die Strafverfolgung in Oberdischingen, da 1807 im Königreich mit dem Königlich Württembergischen Landjägerkorps eine Gendarmerie etabliert worden war. In endlosen, kostspieligen Prozessen versuchte Graf Schenk von Castell sein Lebenswerk zu erhalten. Am 3. Juni 1807 brannte das Schloss des Grafen bis auf die Grundmauern nieder. Indizien deuten auf einen Racheakt von „alten Bekannten“. Durch den Brand wurde auch das gräfliche Archiv zu einem großen Teil vernichtet. Der Graf bezog daraufhin einen Flügel der Fronfeste. Nachdem dessen Betrieb 1808 endgültig eingestellt wurde, verstarb der Graf dort im Mai 1821 verarmt und vereinsamt als „Gefangener seiner eigenen Mission […] am Ort seiner großen Triumphe und Niederlagen“.
Zu Ehren des bekanntesten Strafverfolgers Oberschwabens unterteilt sich die örtliche Narrengesellschaft Oberdischingen mit den aus der Geschichte des Ortes abgeleiteten Narrengruppen Gauner, Henkertrommler, Malefizweiber und Schlossgeister.

## Familie
Franz Ludwig Reichsgraf Schenk von Castell heiratete am 14. November 1763 Maria Philippina Amalia Freiin von Hutten zu Stolzenberg (* 26. Dezember 1747, † 22. Januar 1813). Sie hatten drei Söhne, Franz Joseph Erbgraf Schenk von Castell (1767–1845), Philipp Anton Graf Schenk von Castell (1768–1811), der zum Geistlichen bestimmt wurde, und Kasimir Graf Schenk von Castell (1781–1831), und vier Töchter, darunter Maria Ludovika Gräfin Schenk von Castell (1778–1850), die seit 1798 mit Carl Anton Graf Fugger, Herr von Nordendorf (1776–1848), verheiratet war und Maria Josepha Gräfin Schenk von Castell († 1850), die mit Johann Ignaz Freiherr Schenk von Stauffenberg-Rißtissen (1770–1807) verheiratet war.
Die Familie brachte für das aufwändige und das Familienvermögen belastende kriminalistische Engagement des Grafen wenig Verständnis auf. Die Eheleute Schenk von Castell lebten nach der Aufnahme dieser Tätigkeit vorwiegend getrennt voneinander.
Der zweitgeborene Sohn Philipp Anton wurde Geistlicher, der drittgeborene Kasimir blieb kinderlos. Der erstgeborene Sohn, Erbgraf Franz Joseph, heiratete am 27. Oktober 1794 in Gutenstein Maximiliana Johanna von Waldburg-Zeil-Wurzach (1776–1836), die Ehe wurde 1813 geschieden. Sie hatten zwei Kinder, die Tochter Philippine und den Sohn Ludwig Anton Reichsgraf Schenk von Castell (1802–1876), dieser heiratete am 18. September 1833, ebenfalls in Gutenstein, Maria von Potocka (1816–1857). Sie hatten zwei Kinder, Josephine Gräfin Schenk von Castell (1831–1908), später verheiratete von Poth, und Ludwig Anton Graf Schenk von Castell (1860–1902). Mit seinem Tod am 31. Mai 1902 erlosch im Mannesstamm die Linie Schenk von Castell des „Malefizschenk“. Die letzte Namensträgerin der Familie war die einzige Tochter aus dieser Ehe, Maria Blühdorn geborene Gräfin Schenk von Castell (1901–2004).

## Archivalien
- Im Hauptstaatsarchiv Stuttgart befindet sich zu den „Grafen Schenk von Castell“ ein Bestand von 10 lfd. m (1310–1859) unter B 82[2] und zum „Kriminalarchiv des Grafen Franz Ludwig Schenk von Castell“ ein Bestand von 4,4 lfd. m (1654–1813) unter B 83[3].